# حساء الحجارة
حساء الحجارة هي قصة شعبية أوروبية يقوم فيها الغرباء الجوعى بإقناع الناس في بلدة ما بأن يتقاسم كل منهم كمية صغيرة من طعامهم من أجل إعداد وجبة يستمتع بها الجميع، وهي موجودة كطريقة أخلاقية فيما يتعلق بقيمة المشاركة. في تقاليد مختلفة، تم استبدال الحجر بأشياء أخرى غير صالحة للأكل، وبالتالي تُعرف الحكاية أيضًا باسم حساء الفأس وحساء الأزرار وحساء الأظافر وحساء الخشب.

## القصة
هناك أسطورة قديمة عجيبة للغاية،
تحكي عن شخص غريب وصل إلى بلدةٍ تعاني من المجاعة،
ولم يجد أحداً يعطيه طعاماً، فهم لا يملكون سوى القليل وبالكاد يسد رمقهم وجوعهم، جلس هذا الغريب في وسط ساحة البلد،
وأشعل ناراً ووضع فوقها إناءً معدنياً كبيراً ملأه بالماء،
ثم أخرج حجراً نظيفاً من حقيبته الحريرية الأنيقة ووضعه في الماء،
وبعد قليل أخذ غرفةً من الماء ليتذوق «حساء الحجارة»،
ثم قال: " ممم، إنه لذيذ ! ولكن لو تمكنت من إضافة البطاطة إليه لأصبح رائعاً !
سمعه أحد القرويين وكان معه ثمرة البطاطة صغيرة للغاية كان يدَّخرها لنفسه فوضعها في الإناء،
استمر الرجل الغريب في تذوق الحساء مع التعليق على وجود شيء ناقص،
ففي كل رشفة كان يذكر نوعاً من الخضراوات والأطعمة حتى ضم إلى الإناء لحماً وجزراً وقرعاً وبصلاً،
وبعد الانتهاء من إعداد الحساء قام الغريب بمشاركة الجميع فيه،
وتعجب سكان البلدة من روعة مذاقه، وعرضوا عليه شراء «الحجر السحري» !!

## العبرة
ترى كم منا يملك «الحجر السحري»، ومن منا يملك الوصفة السحرية لإعداد طعام يتذوقه الجميع ويستحسنون طعمه ومذاقه، والأعجب من هذا كله أنهم - دون أن يشعروا – يكونون قد ساهموا في إعداد هذه الوجبة الغذائية الغنية بكل عناصر الغذاء الذي يحتاجه الجسم.
«الحجر السحري» هنا لا يقتصر على هذه المادة الصلبة مع قليل من الماء وشيء من الخضراوات، إنه أعمق وأشمل، إنه شيء آخر يصلح أن يكون على أي صورةٍ كانت من صور الحياة إلا أن يكون في قدرٍ على نارٍ مشتعلة.
«الحجر السحري» هي الإستراتيجية التي تجعل أياً منا يلعب دور صاحب الوصفة وليس الطاهي !

## روابط خارجية
- Arroyo Grande Grover Beach Chamber of Commerce (2014). "23rd Annual Stone Soup Music Festival". agchamber.com. Ramona Garden Park, Grover Beach, CA. مؤرشف من الأصل في 2016-04-09.
- Arroyo Grande Grover Beach Chamber of Commerce (22 أغسطس 2015). "2015 Stone Soup Music Festival Street Faire - August 22, 2015 - August 23, 2015". www.aggbchamber.com. Ramona Garden Park, Grover Beach, CA. مؤرشف من الأصل في 2015-08-26.{{استشهاد ويب}}:  صيانة الاستشهاد: مسار غير صالح (link)
- Brown, Marcia (Story retold by) (1975). "Stone Soup: An Old Tale Retold". ProsperityPages. Atheneum Books. مؤرشف من الأصل في 2020-11-11. اطلع عليه بتاريخ 2019-11-23.
- Griffin، Noel. "The Stone Soup Story". Fractint. مؤرشف من الأصل في 2017-08-19. اطلع عليه بتاريخ 2019-11-23.
- "The Story of Stone Soup". Stone SouperComputer Homepage. مؤرشف من الأصل في 2020-11-11. اطلع عليه بتاريخ 2019-11-23.
- "Stone Soup" from Google Books